# Brasero
Brasero è un software libero di masterizzazione per sistemi operativi GNU/Linux. L'interfaccia grafica si basa su GTK+ e per la masterizzazione di CD e DVD vengono utilizzati cdrtools, growisofs e opzionalmente libburn.
Brasero è il programma di masterizzatore di CD/DVD predefinito per il desktop environment GNOME ed è coperto dalla licenza GNU General Public License.